# Jean Ier d'Albret
Pour les articles homonymes, voir Jean Ier.
Pour les autres membres de la famille, voir Maison d'Albret.
Jean Ier d’Albret, sire d’Albret (1425-1468), vicomte de Tartas, fils de Charles II d'Albret, comte de Dreux et d’Anne d'Armagnac.

## Présentation
Il épouse Catherine de Rohan, fille d'Alain IX de Rohan et de Marguerite de Bretagne, dame de Guillac, dont il a trois enfants :
- Alain d'Albret marié en 1470 avec Françoise de Châtillon, comtesse de Périgord
- Louis d'Albret, cardinal
- Marie d'Albret mariée le 23 août 1480 à Nérac, avec Boffille de Juge, comte de Castres †1502
- Jeanne Louise d'Albret mariée en 1480 avec Jacques, seigneur d'Estouteville. Eut une liaison avant mariage avec Jean II de Bourbon, d'où Charles et les Bourbon-Lavedan.

Catherine de Rohan était veuve d'un premier mariage avec Jacques de Dinan. Elle était devenue mère d'une fille :
- Françoise de Dinan, demi-sœur des enfants de Jean Ier d'Albret.